# سيمون بيتر راندولف
سيمون بيتر راندولف (بالإنجليزية: Simon Peter Randolph)‏ هو ربان السفينة أمريكي، ولد في 10 يناير 1835، وتوفي في 15 يناير 1909.